# Newark Castle (Alloway)
Newark Castle, ursprünglich New-wark of Bargany, ist ein Schloss in der schottischen Stadt Alloway in der Council Area South Ayrshire. 1971 wurde das Bauwerk in die schottischen Denkmallisten zunächst in der Denkmalkategorie B aufgenommen. Die Hochstufung in die höchste Denkmalkategorie A erfolgte 2006.

## Geschichte
Die Keimzelle des Schlosses entstand im 16. Jahrhundert als Tower House. Möglicherweise stammen die ältesten Fragmente bereits aus dem 15. Jahrhundert. In einer zweiten Bauphase im Laufe des 17. Jahrhunderts verdoppelte sich die Grundfläche des Gebäudes annähernd. Außerdem wurden in diesem Zuge Anbauten hinzugefügt, die jedoch im Zuge der Umgestaltung im 19. Jahrhundert niedergerissen wurden. Diese wurde auf Geheiß des Marquess of Ailsa ausgeführt, nachdem der Clan Kennedy das Anwesen im vorigen Jahrhundert erworben hatte. Ein weiterer Flügel wurde im frühen 20. Jahrhundert ergänzt. Zuletzt 1977 wurde Newark Castle überarbeitet. In diesem Zuge wurden die Erweiterungen aus dem 19. Jahrhundert niedergerissen.

## Beschreibung
Newark Castle liegt isoliert auf einem weitläufigen Grundstück rund 500 m südlich von Alloway. Das im Scots-Baronial-Stil gestaltete Schloss ist mit Ecktourellen und Zinnenbewehrung mit Maschikuli ausgestattet. Die Giebel sind teils als Staffelgiebel gearbeitet. Ein halbrund hervortretender Turm schließt mit einem Kegeldach. Kragsteine tragen verschiedene Balkone, die mit Balustraden und aufwändiger Verzierung der Fenster gestaltet sind. Die Fassaden sind mit Harl verputzt.